# Podmosta weberi
Podmosta weberi är en bäcksländeart som först beskrevs av William Edwin Ricker 1952.  Podmosta weberi ingår i släktet Podmosta och familjen kryssbäcksländor. Inga underarter finns listade i Catalogue of Life.